# Менахем (хазарский царь)
Менахем бен Аарон — царь Хазарского каганата, правивший примерно в середине IX века.
Менахем был десятым царём-иудеем Хазарии, сыном царя Аарона I из рода Буланидов. Имел титул царя, а не кагана.

## Биография
О правлении Менахема ничего в источниках не сообщается, лишь его имя упоминает без подробностей в своём письме хазарский царь Иосиф.
После Менахема правил его сын Вениамин.